# Lagaholm
Lagaholm er en slotsruin i Laholm. Bygningerne er fra omkring 1200-tallet og slottet havde sin storhedstid i 1640'erne. Slottet skulle kontrollere den vejtrafik som gik over Lagan. Christian IV moderniserede slottet og gav det fem hjørner med en bastion i hvert hjørne. Artilleriets udvikling (sammen med den ændrede politiske situation efter 1645, hvor Halland blev svensk) gjorde dog hurtigt Lagaholm umoderne og slottet blev revet ned 1675 på ordre af Karl XI. Lagaholms ruin forfaldt frem til 1923-1937, hvor ruinen blev udgravet. I dag går en landevej gennem ruinen, og et vandkraftværk er anlagt over Lagan lige ved.

## Galleri
- Del af ruinens sydøstlige del.
- Trappe fra ruinen til åen.
- Ruinens nordlige del med lakseopdrættet i baggrunden.
- Model af Lagaholms slot som det så ud i 1640'erne.
- Bastioner i vest
- Voldgraven